# بتنیا لنی
بتنیا لنی (انگلیسی: Betnijah Laney؛ زادهٔ ۲۹ اکتبر ۱۹۹۳) بازیکن بسکتبال اهل ایالات متحده آمریکا است.
وی در مسابقات کشوری و بین‌المللی در مجموع برندهٔ ۲ مدال طلا شده‌است.